# How Do You Sleep?
"How Do You Sleep?" är en låt av John Lennon, inspelad 1971 och återfinns på albumet Imagine. George Harrison spelar slidegitarr på låten. 
Lennon sjunger bland annat: "Those freaks was right when they said you was dead" och "The only thing you've done was yesterday and since you're gone you're just another day". I en intervju från 1980 medger han att dessa meningar anspelar på Lennons tidigare låtskrivarpartner och nära vän Paul McCartney i Beatles.
En demoversion är släppt på albumet John Lennon Anthology.

## Musiker
- John Lennon – sång, gitarr
- Flux Fiddlers – stråkar
- Nicky Hopkins – elpiano
- George Harrison – slidegitarr
- Klaus Voormann – bas
- Alan White – trummor